# Ernst Plischke
Ernst Anton Plischke (Klosterneuburg, 26 de junio de 1903 – Viena, 23 de mayo de 1992) fue un arquitecto y diseñador modernista austríaco neozelandés.

## Biografía
Su padre era arquitecto y su madre pertenecía a una familia de ebanistas. Estudió Diseño de Interiores y de Mobiliario en la Escuela de Artes y Oficios de Viena. En 1923, influido por su padre, se matriculó en arquitectura en una escuela dirigida por Peter Behrens.
Tras graduarse en 1926, entró a trabajar en el estudio de Peter Behrens hasta 1929, año en que se trasladó a Nueva York, pero el inicio de la Gran Depresión diluyó tal oportunidad y se vio obligado a regresar a Austria. En 1930 recibió el encargo por parte del gobierno austríaco para construir la Bolsa de Trabajo en Liesing, lo cual contribuyó a que adquiriese una notable fama.
Durante esos años y hasta 1938 llevó a cabo diferentes proyectos en su país natal que contribuyeron a que se le otorgar el Premio del Estado Austríaco de Arquitectura.
Cuando Alemania ocupó Austria en ese mismo año, Plischke se trasladó a Nueva Zelanda, donde comenzó a trabajar para el Ministerio de Vivienda y posteriormente también para el sector privado, ejecutando proyectos en Auckland y Wellington, entre otras ciudades. Tras unos dificultosos años acompañados por diferentes problemas de adaptación, regresó a Viena en 1960.
En 1963 fue contratado como profesor de arquitectura en la Academia de Bellas Artes de Viena. Desde entonces y hasta el final de su vida, su labor fue reconocida con numerosos premios, como la Cruz de Honor Austríaca para la Ciencia y las Artes (1973) o la Medalla de Honor para la Ciencia y las Artes (1988), entre otros, de la misma forma que el gobierno neozelandés quiso compensar la aportación al país otorgándole una beca de honor de la NZIA.